# Synchlora independens
Synchlora independens là một loài bướm đêm trong họ Geometridae.